# Joe Edwards (calciatore)
Joseph Robert Edwards, più conosciuto con il diminutivo Joe Edwards (Gloucester, 31 ottobre 1990) è un calciatore inglese, centrocampista o difensore del Plymouth.

## Caratteristiche tecniche
Ad inizio carriera poteva giocare sia da terzino destro che da terzino sinistro ma, col passare degli anni, ha iniziato a giocare anche in posizione più avanzata, da laterale di centrocampo.

## Carriera
Da bambino gioca nel settore giovanile dell'Aston Villa per poi passare all'età di 11 anni a quello del Bristol City, club con cui all'età di 19 anni firma il suo primo contratto professionistico. Al termine della stagione 2009-2010 viene aggregato alla prima squadra, trascorrendo però le prime settimane della stagione 2010-2011 in prestito al Bath City in Conference National (quinta divisione e più alto livello calcistico inglese al di fuori della Football League), categoria nella quale gioca 9 partite. A fine ottobre 2010 terminato il prestito fa ritorno al Bristol City, in seconda divisione, rimanendo in prima squadra per tutto il resto della stagione. In particolare, gioca la sua prima partita con il club il 5 febbraio 2011 subentrando dalla panchina nei minuti finali della partita vinta per 4-0 sul campo del Preston N.E.: oltre a questa partita, scende poi in campo solamente il successivo 7 maggio, all'ultima giornata di campionato, disputando da titolare la partita vinta per 3-0 in casa contro l'Hull City.
Nella stagione 2011-2012 dopo aver rinnovato il contratto con il club passa in prestito allo Stockport County, con la cui maglia tra il settembre del 2011 e il 1º gennaio 2012 totalizza 11 presenze e 2 reti in Conference National; terminato il prestito, rimane al Bristol City per soli 11 giorni: il 12 gennaio 2012 viene infatti ceduto in prestito allo Yeovil Town, club di terza divisione, dove rimane per un mese totalizzando 4 presenze ed una rete. Terminato il prestito fa quindi ritorno al Bristol City, dove conclude la stagione giocando ulteriori 2 partite in seconda divisione. All'inizio della stagione 2012-2013 torna in prestito allo Yeovil Town, con cui disputa altre 16 partite in terza divisione; dopo un mese al Bristol City, nel quale non gioca ulteriori partite ufficiali, il 17 gennaio 2013 viene ceduto a titolo definitivo allo Yeovil Town, con cui a fine stagione vince i play-off conquistando una promozione in seconda divisione. Nella stagione 2013-2014 Edwards gioca tutte e 46 le partite di campionato (nelle quali mette anche a segno una rete), ma a fine stagione lo Yeovil Town retrocede in terza divisione, categoria nella quale Edwards nella stagione 2014-2015 gioca 34 partite senza mai segnare. Passa quindi al Colchester Utd, con cui trascorre un'ulteriore stagione in questa categoria, giocando stabilmente da titolare (42 presenze e 2 reti in campionato). A seguito della retrocessione in quarta divisione del club si svincola e passa al Walsall, altro club di terza divisione, con cui trascorre un triennio giocando da titolare in questa categoria, per complessive 103 presenze ed 11 reti fra tutte le competizioni ufficiali con i Saddlers, tra cui 93 presenze ed 11 reti in partite di campionato.
Nell'estate del 2019 si accasa al Plymouth, con cui nella stagione 2019-2020 conquista una promozione dalla quarta alla terza divisione, realizzando 3 reti in 34 partite di campionato; viene riconfermato in rosa dai Pilgrims anche per la stagione 2020-2021, trascorsa in terza divisione, nella quale continua a giocare stabilmente da titolare. Nella stagione 2022-2023, nella quale è anche capitano del club, vincendo la Football League One 2022-2023 conquista una promozione in seconda divisione.

## Palmarès

### Club

#### Competizioni nazionali
- Football League One: 1

Plymouth: 2022-2023